# Großer Preis von Senigallia 1954, 2. Rennen
Der  Große Preis von Senigallia, auch GP Circuito di Senigalia, war ein Sportwagenrennen, das am 8. August 1954 stattfand. Das Rennen zählte zu keiner Rennserie.

## Das Rennen
Schon in den 1930er-Jahren fanden am Circuito di Senigallia, einem Straßenkurs im italienischen Seebad Senigallia, Autorennen statt. 1930 gewann dort Luigi Arcangeli und feierte dabei den zweiten Rennsieg für die damals noch junge Scuderia Ferrari. 1954 fanden zwei Rennen statt. Erst gingen die Sportwagen bis 2-Liter-Hubraum an den Start. Luigi Musso gewann auf einem Werks-Maserati A6GCS.
Danach fuhren Fahrzeuge über 2-Liter-Hubraum ihr Rennen aus. Den Sieg holte sich Umberto Maglioli im Werks-Ferrari 750 Monza.

## Ergebnisse

### Schlussklassement
| 1           | S + 2.0 | 92 | Scuderia Ferrari   | Umberto Maglioli   | Ferrari 750 Monza | 15 |
| 2           | S + 2.0 |    | Scuderia Guastella | Gerino Gerini      | Ferrari 250 Monza | 15 |
| 3           | S + 2.0 |    | Franco Bordoni     | Franco Bordoni     | Gordini T24S 3.0  | 15 |
| 4           | S + 2-0 |    | Chico Landi        | Chico Landi        | Ferrari 250MM     | 14 |
| 5           | S + 2-0 |    |                    | Franco Cortese     | Ferrari           | 14 |
| 6           | S + 2-0 |    |                    | Vittorugo Mallucci | Ferrari           | 14 |
| 7           | S + 2-0 |    |                    | Henrique Cassini   | Ferrari           | 14 |
| Ausgefallen |         |    |                    |                    |                   |    |
| 8           |         |    |                    | Enzo Pinzero       | Ferrari           |    |
| 9           |         |    |                    | Primo Pezzoli      | Ferrari           |    |
| 10          |         |    |                    | Roberto Bonomi     | Ferrari 375MM     |    |

### Nur in der Meldeliste
Zu diesem Rennen sind keine weiteren Meldungen bekannt.

### Klassensieger
| Klasse  | Fahrer           | Fahrzeug          | Platzierung im Gesamtklassement |
| ------- | ---------------- | ----------------- | ------------------------------- |
| S + 2.0 | Umberto Maglioli | Ferrari 750 Monza | Gesamtsieg                      |

### Renndaten
- Gemeldet: 10
- Gestartet: 10
- Gewertet: 7
- Rennklassen: 2
- Zuschauer: unbekannt
- Wetter am Renntag: unbekannt
- Streckenlänge: 9,300 km
- Fahrzeit des Siegerteams: 0:50:48,000 Stunden
- Gesamtrunden des Siegerteams: 15
- Gesamtdistanz des Siegerteams: 139,500 km
- Siegerschnitt: 164,764 km/h
- Pole Position: unbekannt
- Schnellste Rennrunde: Umberto Maglioli – Ferrari 750 Monza (#92) – 3:18.000 – 169,100 km/h
- Rennserie: zählte zu keiner Rennserie